# Grammy Award for Best Global Music Performance
Der Grammy Award for Best Global Music Performance, auf Deutsch „Grammy-Auszeichnung für die beste Darbietung globaler Musik“, ist ein Musikpreis, der seit 2022 von der amerikanischen Recording Academy im Bereich der Weltmusik verliehen wird.

## Geschichte und Hintergrund
Die seit 1959 verliehenen Grammy Awards werden jährlich in zahlreichen Kategorien von der Recording Academy in den Vereinigten Staaten vergeben, um künstlerische Leistung, technische Kompetenz und hervorragende Gesamtleistung ohne Rücksicht auf die Albumverkäufe oder Chartposition zu würdigen.
1992 wurde erstmals das Feld „Weltmusik“ in die Auszeichnungen aufgenommen und die Kategorie Best World Music Album eingeführt. 30 Jahre blieb diese Kategorie unverändert. 2022 beschloss die Academy, die Kategorie umzubenennen in „Global Music Album“. Die neue Bezeichnung „globale Musik“ sollte „eine Abkehr von den mit dem alten Begriff verbundenen Bezügen auf Kolonialismus, Folklore und ‚Nicht-Amerikanischem‘“ symbolisieren und sich „den neuen Hörgewohnheiten und der kulturellen Weiterentwicklung unter den verschiedenen repräsentierten Gemeinschaften“ anpassen. Gleichzeitig wurde mit der „Best Global Music Performance“ eine zweite Kategorie eingeführt, die sich nicht auf die Produktion eines Albums fokussiert, sondern auf die musikalische Darbietung eines oder mehrerer Interpreten.
Die erste Preisträgerin Arooj Aftab war zugleich die erste Interpretin aus Pakistan, die einen Grammy zugesprochen bekam.

## Preisträger und Nominierte
| Jahr                 | Künstler                                                           | Nationalität                   | Titel        | Nominierte | Bild                                                    |
| -------------------- | ------------------------------------------------------------------ | ------------------------------ | ------------ | --- | ------------------------------------------------------- |
| 2022 3. April 2022   | Arooj Aftab                                                        | Pakistan                       | Mohabbat     | - Angélique Kidjo & Burna Boy – Do Yourself - Femi Kuti – Pà pá pà - Yo-Yo Ma & Angélique Kidjo – Blewu - Wizkid featuring Tems – Essence |                                                         |
| 2023 5. Februar 2023 | Wouter Kellerman, Zakes Bantwini & Nomcebo Zikode                  | Südafrika                      | Bayethe      | - Arooj Aftab & Anoushka Shankar – Udhero na - Matt B & Eddy Kenzo – Gimme Love - Burna Boy – Last Last - Rocky Dawuni feat. Blvk H3ro – Neva Bow Down |                                                         |
| 2024 4. Februar 2024 | Béla Fleck, Edgar Meyer & Zakir Hussain featuring Rakesh Chaurasia | Vereinigte Staaten, Indien     | Pashto       | - Arooj Aftab, Vijay Iyer & Shahzad Ismaily – Shadow Forces - Burna Boy – Alone - Davido – Feel - Silvana Estrada – Milagro y disastre - Falu & Gaurav Shah (featuring PM Narendra Modi) – Abundance in Millets - Ibrahim Maalouf featuring Cimafunk & Tank and the Bangas – Todo colores            | Béla Fleck 2011 · Edgar Meyer 2006 · Zakir Hussain 2016 |
| 2025 2. Februar 2025 | Sheila E. featuring Gloria Estefan & Mimy Succar                   | Vereinigte Staaten, Kuba, Peru | Bemba colorá | - Raat ki rani von Arooj Aftab - A Rock Somewhere von Jacob Collier featuring Anoushka Shankar & Varijashree Venugopal - Rise von Rocky Dawuni - Sunlight to My Soul von Angélique Kidjo featuring Soweto Gospel Choir - Kashira von Masa Takumi featuring Ron Korb, Noshir Mody & Dale Edward Chung |                                                         |